# Clarice de Médicis
Pour les autres membres des deux familles, voir Maison de Médicis et Famille Strozzi.
Clarice de Médicis (Florence 14 septembre 1489 - Florence 3 mai 1528) est la fille de Pierre II de Médicis et d'Alfonsina Orsini. 

## Biographie
Née à Florence, elle est la petite-fille de Laurent de Médicis et la nièce du pape Léon X. Après la mort prématurée de son frère, elle se charge de l'éducation de la fille de celui-ci, Catherine de Médicis, la future reine de France.
En 1508, elle épouse Philippe Strozzi le Jeune et s'installe à Rome. Philippe et Clarice ont dix enfants :
- Pierre Strozzi (Pietro) (v. 1510 - 1558), condottiere et maréchal de France.
- Laurent Strozzi (Lorenzo) (1513 - 1571), abbé et cardinal.
- Leone Strozzi (1515-1554), condottiere et chevalier de Malte.
- Roberto Strozzi (1515-1566), baron, époux de Maddalena di Pierfrancesco de Médicis.
- Maria Strozzi, épouse de Lorenzo Ridolfi.
- Giulio Strozzi (mort en 1537).
- Vincenzo Strozzi (mort à Rome en 1537) (qui n'est pas Vincent Strozzi établi en Normandie, orthographié également de Strozzy, et issu d'une autre branche, établie à Lyon et également alliée aux Médicis).
- Alessandro Strozzi (mort en 1541).
- Luigia Strozzi (morte empoisonnée en 1534), épouse du sénateur Luigi Capponi.
- Maddalena Strozzi, épouse de Flaminio comte dell'Anguillara.